# Йордан Христов
Йордан Христов (болг. Йордан Христов, нар. 12 лютого 1984, Пловдив) — болгарський футболіст, захисник клубу «Ботев» (Пловдив) та національної збірної Болгарії.

## Клубна кар'єра
У дорослому футболі дебютував 2005 року виступами за команду «Марица», в якій провів два сезони, взявши участь у 44 матчах чемпіонату.
Своєю грою за цю команду привернув увагу представників тренерського штабу клубу «Спартак» (Пловдив), до складу якого приєднався 2007 року. Відіграв за пловдивських спартаківців наступні чотири сезони своєї ігрової кар'єри. Більшість часу, проведеного у складі пловдивського «Спартака», був основним гравцем захисту команди.
До складу клубу «Ботев» (Пловдив) приєднався 2011 року. Влітку 2015 року став капітаном команди. Наразі встиг відіграти за команду з Пловдива 128 матчів в національному чемпіонаті.

## Виступи за збірну
2013 року дебютував в офіційних матчах у складі національної збірної Болгарії. Наразі провів у формі головної команди країни 4 матчі.